# Бемц, бемц, бемц!!!
«Бемц, бемц, бемц!!!» — кінофільм режисера Мелвіна Ван Пиблза, що вийшов на екрани в 1995 році.

## Зміст
Темношкірому герою фільму не щастило. Всі компанії, до яких він намагався прибитися, не хотіли приймати його за свого і всіляко насміхалися над хлопцем. Одного разу йому випав справжній шанс змінити свою долю, такий, який буває раз в житті. Добра чаклунка подарувала йому чарівний мотоцикл, що перетворюється із заходом сонця на гарну молоду жінку. Єдиною умовою роботи чудесного пристрою було не саджати на нього жодної людини, однак ніхто не застрахований від помилок…

## Ролі
| Актор                        | Роль |
| ---------------------------- | ---- |
| Річард Барбоса               | -    |
| Лаура Лейн                   | -    |
| Кім Сміт                     | -    |
| Вільям «Космонавт» Паттерсон | -    |
| Тед Хейєс                    | -    |
| Аша Дженкінс                 | -    |

## Знімальна група
- Режисер — Мелвін Ван Пиблз
- Сценарист — Мелвін Ван Пиблз
- Продюсер — Мелвін Ван Пиблз, Хартмут Колер, Регіна Циглер
- Композитор — Мелвін Ван Піблз